# Club Atlético Estudiantes

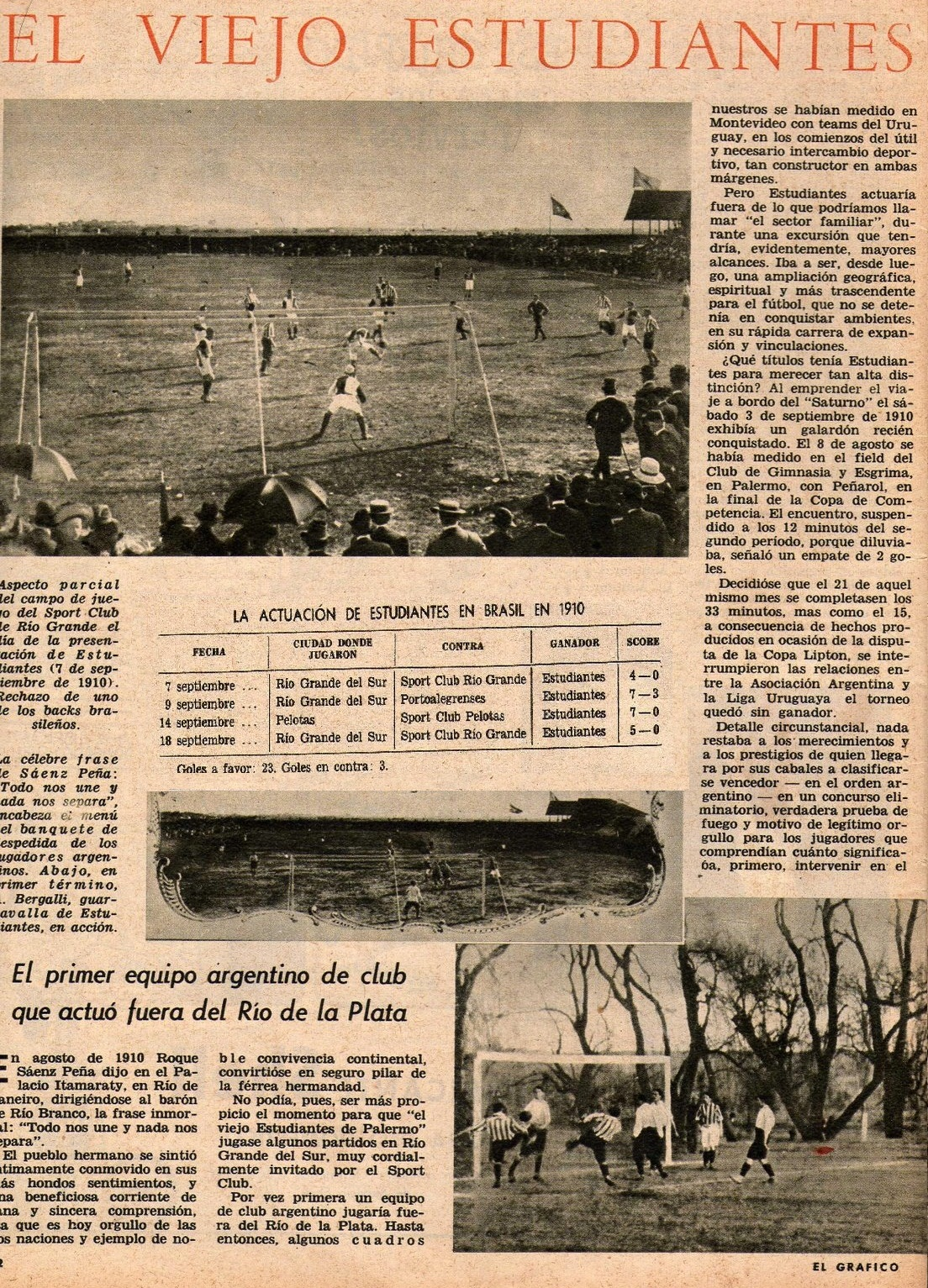
Nota publicada a la revista El Gráfico sobre les gires del club en la dècada del 1900.

El Club Atlético Estudiantes és un club esportiu argentí, destacant en futbol, de la ciutat de Caseros, a la província de Buenos Aires. Va ser fundat el 15 d'agost de 1898 per alumnes dels col·legis Mariano Moreno i Nacional Buenos Aires, d'allí el seu nom. Encara que l'activitat més important és el futbol que actualment participa en la Primera B, també es practiquen altres disciplines com acrobàcia, aeròbica, aerobox, escacs, boxa, dansa clàssica, futbol amateur, futbol femení, futbol infantil, fútsal, gimnàstica artística, handball, karate, kobudo, natació, patinatge artístic, taekwondo, vóley, ioga i zumba.

## Història
El club va ser fundat el 15 d'agost de 1898. Debutà en Primera Divisió en 1904 i va ser animador permanent dels primers torneigs del futbol argentí, aconseguí la Copa de Competència Jockey Club de 1910, oficialitzada per l'AFA en 2013 i un segon lloc a la Copa d'Honor de 1906, 1909 i 1913 i va perdre les finals amb Alumni, San Isidro i Racing, respectivament. Durant l'era amateur, també va resultar subcampió dos cops de Primera Divisió en el Campionat 1907 i en el Campionat 1914, repetint el segon lloc en la Copa Bullrich de 1903 i en la Copa de Competència Jockey Club de 1911 i fou eliminat novament per San Isidro. Per la seva part, acabà tercer en el Campionat 1905. Degut al seus brillants resultats figura en la sisena col·locació de la classificació històrica amateur, només superat pels cinc grans del futbol argentí.

## Estadi
L'estadi del club és el Ciudad de Caseros, inaugurat l'11 de maig de 1963.

## Palmarès
- Primera C (1942)
- Primera C (1966)
- Primera B (1977)
- Primera B Metropolitana (1999/2000)
- Primera B Metropolitana (Apertura 2006)